# Shosholoza
Shosholoza è un brano musicale tradizionale sudafricano, originario della Rhodesia, di genere folk. 

## Descrizione
Il titolo è una parola zulu che significa "andare avanti" o "fare spazio al prossimo", e allo stesso tempo ricorda onomatopeicamente il fischio del treno a vapore, di cui parlano le parole del brano.
Originariamente, Shosholoza veniva cantato dai lavoratori della Rhodesia che si recavano in treno nel Transvaal per lavorare nelle miniere; oggi il testo esiste in numerose varianti, e in generale fa riferimento al Sudafrica anziché alla Rhodesia (una versione tipica potrebbe essere: Muoviti veloce / su quelle montagne / treno del Sudafrica).
Già noto al pubblico italiano per il film Io sto con gli ippopotami, il brano ebbe risonanza mondiale nel 1995, quando la nazionale sudafricana vinse la Coppa del Mondo di rugby. Da allora, Shosholoza è diventato uno dei brani più usati in Sudafrica nelle cerimonie sportive, tanto da essere considerato il secondo inno nazionale. Dal brano ha anche preso nome il team velico sudafricano che ha partecipato all'America's Cup.
Il presidente sudafricano Nelson Mandela cantava questa canzone mentre lavorava durante la sua prigionia a Robben Island. Egli la descriveva come "una canzone che compara la lotta all'apartheid al movimento di un treno in arrivo" e proseguiva spiegando che "il canto rendeva il lavoro più leggero".
Tradizionalmente, Shosholoza viene cantato da gruppi di soli uomini che si alternano secondo uno schema call and response ("chiamata e risposta"). Molti artisti contemporanei hanno interpretato questo brano tradizionale: tra gli altri, Ladysmith Black Mambazo, PJ Powers, The Glue, Peter Gabriel e Helmut Lotti (Out of Africa).
Il brano è stato tra l'altro inserito nelle colonne sonore dei film Io sto con gli ippopotami (con il titolo "Ciocio-ciociolosa") e Invictus - L'invincibile.
Il Testo
Shosholoza
Kule ... Zontaba
Stimela siphume South Africa
Wen'uyabaleka
Wen'uyabaleka
Kule ... Zontaba
Stimela siphume South Africa
Una traduzione approssimativa del testo è 
Vai avanti
su quelle montagne
treno dal Sud Africa.
Stai correndo via
Stai correndo via
su quelle montagne
treno dal Sud Africa.
Come pronunciare il testo (in inglese)